# Shihuipu
Shihuipu är en köping i sydöstra Kina. Den ligger i Yingde i staden Qingyuan i provinsen Guangdong, omkring 130 kilometer norr om provinshuvudstaden Guangzhou. Antalet invånare är 32 793. Befolkningen består av 16 043 kvinnor och 16 750 män. Barn under 15 år utgör 19,0 %, vuxna 15-64 år 69 %, och äldre över 65 år 10,0 %.